# IRAS 22036+5306
IRAS 22036+5306 (również 2MASS J22053028+5321327) – mgławica protoplanetarna znajdująca się w gwiazdozbiorze Cefeusza w odległości 6500 lat świetlnych od Ziemi.
Mgławica ta powstała w wyniku odrzucenia większości materii zewnętrznych powłok starzejącej się gwiazdy. Utworzony obłok gazu jest rozgrzewany przez płonące w dalszym ciągu gorące jądro gwiazdy. Wokół gwiazdy powstał torus złożony głównie z odrzuconej materii. Z biegunów umierającej gwiazdy są wyrzucane dwa dżety materii przebijające pyłową zasłonę. Dżety te wyrzucają ogromne ilości materii o masie dziesiątki tysięcy razy przekraczającej masę Ziemi z prędkościami osiągającymi 800 000 km/h.
Wyrzucony pył rozprasza obecnie światło gwiazdy centralnej i odbija je między innymi w kierunku Ziemi. Jednak już wkrótce gwiazda centralna osiągnie stadium bardzo gorącego białego karła, którego intensywne promieniowanie ultrafioletowe zjonizuje gaz doprowadzając do jego świecenia wielobarwnym światłem. Wtedy też mgławica IRAS 22036+5306 przekształci się w pełnoprawną mgławicę planetarną, a stygnąca gwiazda rozpocznie ostatni etap swojego życia.